# Anabantidae
Anabantidae é uma família de peixes da subordem Anabantoidei.

## Espécies
A família é composta por cerca de 36 espécies, classificadas em 4 géneros (3 géneros de acordo com alguns autores).
- Género Anabas
  - Anabas cobojius (Hamilton, 1822).
  - Anabas testudineus (Bloch, 1792).
- Género Ctenopoma
  - Ctenopoma acutirostre Pellegrin, 1899.
  - Ctenopoma argentoventer (Ahl, 1922).
  - Ctenopoma ashbysmithi Banister & Bailey, 1979.
  - Ctenopoma breviventrale (Pellegrin, 1938).
  - Ctenopoma ctenotis (Boulenger, 1920).
  - Ctenopoma garuanum (Ahl, 1927).
  - Ctenopoma kingsleyae Günther, 1896.
  - Ctenopoma machadoi (Fowler, 1930).
  - Ctenopoma maculatum Thominot, 1886.
  - Ctenopoma multispine Peters, 1844.
  - Ctenopoma muriei (Boulenger, 1906).
  - Ctenopoma nebulosum Norris & Teugels, 1990.
  - Ctenopoma nigropannosum Reichenow, 1875.
  - Ctenopoma ocellatum Pellegrin, 1899.
  - Ctenopoma oxyrhynchum (Boulenger, 1902).
  - Ctenopoma pellegrini (Boulenger, 1902).
  - Ctenopoma petherici Günther, 1864.
  - Ctenopoma riggenbachi (Ahl, 1927).
  - Ctenopoma togoensis (Ahl, 1928).
  - Ctenopoma weeksii Boulenger, 1896.
- Género Microctenopoma
  - Microctenopoma ansorgii (Boulenger, 1912).
  - Microctenopoma congicum (Boulenger, 1887).
  - Microctenopoma damasi (Poll & Damas, 1939).
  - Microctenopoma fasciolatum (Boulenger, 1899).
  - Microctenopoma intermedium (Pellegrin, 1920).
  - Microctenopoma lineatum (Nichols, 1923).
  - Microctenopoma milleri (Norris & Douglas, 1991).
  - Microctenopoma nanum (Günther, 1896).
  - Microctenopoma nigricans Norris, 1995.
  - Microctenopoma ocellifer (Nichols, 1928).
  - Microctenopoma pekkolai (RendAhl, 1935).
  - Microctenopoma uelense Norris & Douglas, 1995.
- Género Sandelia
  - Sandelia bainsii Castelnau, 1861.
  - Sandelia capensis (Cuvier, 1829).